# Ефебофілія
Ефебофілія (дав.-гр. ἔφηβος — юнак +  φιλία — любов) або німфофілія — статевий потяг до підлітків. Не є діагнозом чи кримінальним терміном, проте використовується в окремих дослідженнях хронофілій для уточнення.

## Відмінність від педофілії
Як потяг до неповнолітніх в побуті та за законом зазвичай не розрізняється з педофілією. В той же час захисники педофілії зазвичай наводять приклади, які стосуються не останньої, а власне ефебофілії.
Ефебофілія модусом статевої поведінки схожа на педофілію. Однак усе ж таки помітно відрізняється від неї, оскільки об'єкт потягу в цьому разі перебуває у стані статевого дозрівання. На відміну від дітей, підлітки вже самі відчувають статевий потяг, у них починають виявлятися вторинні статеві ознаки тощо. Усе це впливає як на їх поведінку[що?], так і на ефебофілів.
Розтління у разі ефебофілії зазвичай відвертіше, ніж за педофілії. Також, на відміну від педофілії, звичною є ситуація нібито добровільної участі підлітка у статевих зносинах з дорослою людиною (насправді людина молодша за вік сексуальної згоди очевидно не може усвідомлено й вільно погодитись на сексуальні дії зі старшою людиною).
На відміну від педофілії, ефебофілія поширена як серед чоловіків, так і серед жінок.

## Опис
Сексуальна поведінка за ефебофілії відрізняється від нормальної, можна відзначити деякі особливості: бесіди під виглядом статевої освіти, демонстрація порнографічних зображень, фільмів, «випадкове» залишення на видному місці порнографічних матеріалів тощо.
Особи з ефебофілією прагнуть знайти роботу в колективах підлітків. У багатьох випадках контакти з підлітками внаслідок їхньої прихованості проходять непоміченими. Особливо просто, навіть із почуттям подяки, сприймаються юнаками-підлітками прояви ефебофілії в жінок. Вони часто сприймають її як добровільне наставництво при перших кроках у сексуальне життя. Найбільшу насолоду ефебофіли одержують від недосвідченості своїх підопічних, тому що навчання стимулює статеве збудження. Іноді ефебофілія приймає виражені патологічні риси.
Важче знайти партнерів чоловікам-ефебофілам [що?], тому що дівчата важче вступають у статеві відносини, ніж юнаки, і для досягнення мети потрібно більше часу. При гарній адаптації і дотриманні соціальних і морально-етичних норм ефебофільні тенденції реалізуються у виборі зовні інфантильних партнерів. При втраті з часом чи в результаті лікування ознак вираженого інфантилізму партнер утрачає сексуальну привабливість для ефебофіла.
Не є ефебофілією потяг до підлітків, які завдяки прискореному дозріванню мають вигляд дорослих і вік яких не відомий людині, якій вони подобаються[джерело?], хоч законодавство розглядає лише вік.

## Причини
Причини ефебофілії можуть виходити із підліткового віку, особливо на тлі затримки психосексуального розвитку і при контактах, що залишили яскравий слід. Також значну роль у формуванні цього потягу, так само як і педофілії, відіграють труднощі контактів з однолітками, хоча тут вони помітно менш виражені. Часто ефебофілія розвивається в осіб зі статевими розладами, при цьому до сексуальних контактів з підлітками їх спонукають недосвідченість юнаків, незнання ними техніки статевого акта і відповідно менша ймовірність почути осуд своїх сексуальних дій. Крім того, юнацька гіперсексуальність осіб чоловічої статі забезпечує їм не тільки високу статеву активність, але і деяку байдужість до способів реалізації статевого потягу. Багатьох ефебофілів приваблює недосвідченість підлітків, і вони охоче займаються їх «навчанням». У літньому віці виникнення ефебофілії зв'язане з гаснучою сексуальністю і статевими розладами, коли контакти з юними підлітками служать ніби стимуляторами згасаючої старечої сексуальності.